# 曹慶澤
曹慶澤（そう けいたく、1932年1月 - 2015年2月）、中国湖南省澧県生まれ、専門学校卒。1952年に中国共産党に入党し、中共の第十三期、十四期、十五期中国共産党中央規律検査委員会委員、第十四期、十五期中国共産党中央規律検査委員会の副書記に勤め、中国監察学会の名誉会長にも勤めた。

## 略歴
曹慶澤は、中華人民共和国建国間際に、中国人民解放軍に参加した。その後、ずっと四川省で働いた。中共の四川梁平区区委書記、四川省農村工作部副局長、四川省農業事務所副主任、四川省政府秘書長、四川省規律検査委員会副書記、書記などの職を勤めた。
1989年、六四天安門事件後、曹慶澤氏は、徹底的に四川省の政治清算を行い、その働きが当時中国共産党中央組織部の宋平部長に高く評価された。その宋平部長の推薦で曹氏が中共第十三期五中全会で中紀委の常任委員に昇任した。
1992年、中国共産党第十四期全国代表大会にて、中国共産党中央規律検査委員会の副書記に当選し、副書記の三番目だった。
1997年、中国共産党第十五期全国代表大会にてた。同じ中紀委の副書記に当選し、副書記の二番目に昇進した。
1993年3月から1998年3月まで、曹氏も李鵬首相の第二次内閣に監察部の部長に任命された。
2015年2月、北京で死去。